# Geena Davis
Virginia Elizabeth "Geena" Davis (Wareham, 21 de janeiro de 1956) é uma atriz, produtora, escritora e ativista norte-americana que ganhou o Óscar e o Globo de Ouro e ficou em 61.º lugar na lista das "100 estrelas de cinema de todos os tempos" da revista Empire do Reino Unido, em outubro de 1997. 
Premiada com um Oscar na categoria de melhor atriz coadjuvante em 1988 por seu papel em The Accidental Tourist, foi indicada em 1991 para melhor atriz no filme Thelma & Louise. Participou de muitos filmes famosos como: Tootsie, A Mosca, Beetlejuice, Stuart Little e Earth Girls Are Easy, entre muitos outros. Em 2006, ela recebeu o Globo de Ouro de melhor atriz em uma série dramática de TV.

## Biografia
Geena Davis nasceu em Wareham, Massachusetts. Sua mãe Lucille era professora assistente e seu pai William F. Davis, engenheiro civil e diácono. Ambos eram de uma pequena cidade em Vermont.
Quando criança, interessou-se por música e estudou piano e flauta. Também tocou o órgão da igreja congregacional de sua comunidade em Wareh[[am.
Estudou na Wareham High School e participou de um intercâmbio de estudantes em Sandviken, na Suécia, onde aprendeu a falar fluentemente sueco. Em seguida, matriculou-se no New England College e formou-se em arte dramática em 1979, na Universidade de Boston.
Davis é membro da Mensa, a Sociedade do Alto Quociente Intelectual, que reconhece como seus membros pessoas que têm uma inteligência maior do que a de 98% da população. Após a sua educação, Davis trabalhou como manequim para Ann Taylor até que assinou um contrato com a agência de modelos Zoli em Nova Iorque.

### Carreira
Davis trabalhava como modelo quando foi escolhida pelo diretor Sydney Pollack para para atuar no filme Tootsie (1982). Posteriormente, conseguiu o papel de Wendy Killian na curta série de televisão Buffalo Bill, que foi ao ar de junho de 1983 até março de 1984. Também escreveu o episódio de Buffalo Bill intitulado "Miss WBFL".

## Ativismo

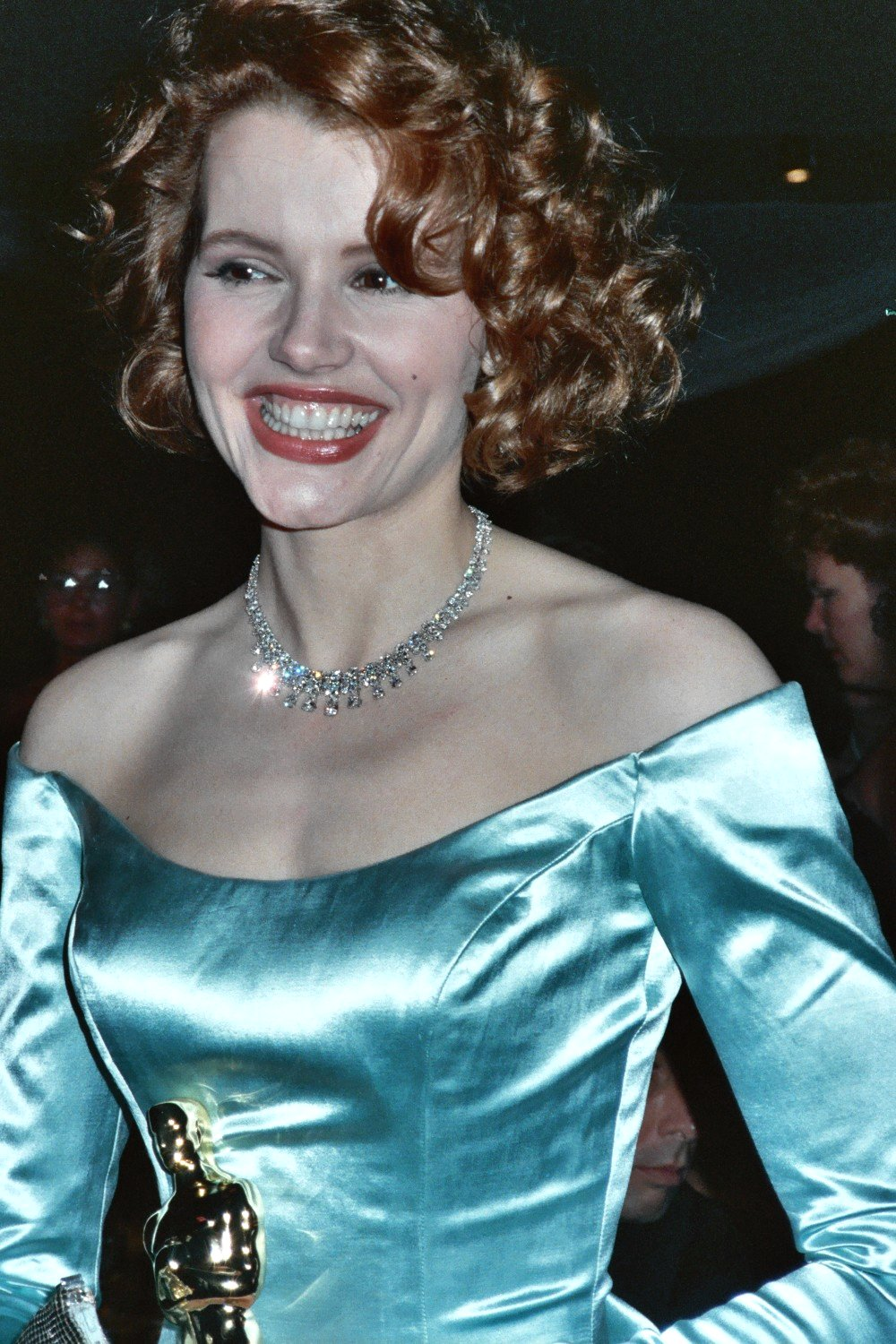
Geena Davis no Oscar 1989.

Em 2004, enquanto assistia a programas de televisão para crianças e vídeos com sua filha, Davis percebeu o que ela considerou um desequilíbrio na relação entre personagens masculinas e femininas. A partir de então, passou a patrocinar o maior projeto de pesquisa, já empreendido no gênero, em entretenimento infantil (resultando em quatro estudos distintos, incluindo um sobre televisão para crianças) no  Annenberg School for Communication no  University of Southern California O estudo, dirigido pelo Dr. Stacy Smith, mostrou que havia quase 3 personagens masculinas para cada personagem feminina nos quase 400 G , PG, PG-13 e R-Melhores filmes analisados pela equipe de estudantes da escola de comunicação de Annenberg.
Em 2005, Davis se juntou ao grupo sem fins lucrativos  Dads and daughters  para lançar um empreendimento dedicado a equilibrar o número de personagens masculinas e femininas em TV e filmes  Em 2007, lançou o Instituto Geena Davis de Gênero na Mídia.  O foco principal do instituto é um programa ativo que trabalha em colaboração com a indústria do entretenimento para aumentar drasticamente a presença de personagens femininas nos meios de comunicação dirigidos a crianças e reduzir os estereótipos de mulheres pela indústria dominada por homens.
Em 2019, foi anunciado que ela seria homenageada com o Prêmio Humanitário Jean Hersholt, da Academia de Artes e Ciências Cinematográficas de Hollywood, por suas contribuições humanitárias.

## Filmografia
- 2019	She-Ra and the Princesses of Power... Huntara (voz) (3 episódios)
- 2019	 GLOW...	Sandy Devereaux St. Clair (6 episódios)
- 2017 - Don't Talk to Irene ... Ela mesma
- 2017 - Marjorie Prime	... Tess
- 2016 - Me Him Her ... Ehrlick
- 2016 - The Exorcist ...Angela Rance/Regan McNeil
- 2014 - Grey's Anatomy .... Dr. Herman
- 2013 - In a World ....	Katherine Huling
- 2012 - Coma .... Dr. Agnetta Lindquist (2 episódios)
- 2009 - Accidents Happen .... Gloria Conway
- 2009 - Exit 19 .... Gloria Woods (Television movie)
- 2006 - Stuart Little 3: Call of the Wild .... Mrs. Eleanor Little
- 2005/2006 - Commander in Chief .... Presidente Mackenzie Allen (19 episódios)
- 2003 - Will & Grace .... Janet Adler (Episódio: The Accidental Tsuris)
- 2002 - Stuart Little 2 .... Mrs. Eleanor Little
- 2000/2001 - The Geena Davis Show .... Teddie Cochran (22 episódios)
- 1999 - Stuart Little .... Mrs. Eleanor Little
- 1996 - The Long Kiss Goodnight .... Samantha Caine/Charly Baltimore
- 1995 - A Ilha Da Garganta Cortada .... Morgan Adams
- 1994 - Apenas Bons Amigos .... Julia Mann
- 1994 - Angie .... Angie Scacciapensieri
- 1993 - Princess Scargo and the Birthday Pumpkin .... Narradora (voz)
- 1992 - A League of Their Own .... Dottie Hinson
- 1992 - Hero .... Gale Gayley
- 1991 - Thelma & Louise .... Thelma Yvonne Dickinson
- 1990 - Quick Change .... Phyllis Potter
- 1989 - Earth Girls Are Easy .... Valeria Gail
- 1988 - Beetlejuice .... Barbara Maitland
- 1988 - The Accidental Tourist .... Muriel Pritchett
- 1986 - The Fly .... Veronica Quaife
- 1985 - Transylvania 6-5000 .... Odette
- 1985 - Secret Weapons .... Tamara Reshevsky/Brenda
- 1985 - Remington Steele .... Sandy Dalrymple (Episódio: Steele in the Chips)
- 1985 - Sara .... Sara McKenna (13 episódios)
- 1985 - Fletch .... Larry
- 1984 - Riptide .... Dr. Melba Bozinsky (Episódio: Raiders of the Lost Sub)
- 1984 - Family Ties .... Karen Nicholson (3 episódios)
- 1983/1984 - Buffalo Bill .... Wendy Killian (26 episódios) (TV)
- 1983 - Knight Rider .... Grace Fallon (Episódio:K.I.T.T. The Cat)
- 1982 - Tootsie .... April Page